# Beat (grupa)
Beat je bila glazbena grupa koja je predstavljala Finsku na Euroviziji 1990. s pjesmom Fri? (Slobodan). U finalu 5. svibnja su završili 21. s 8 bodova. Članovi grupe su bili Janne Engblom, Kim Engblom, Tina Krausen i Tina Petersson. Pjesma je također snimljena na engleskom.

## Diskografija
- A Hope for peace (1981.)
- Beat (1990.)

## Vanjske poveznice
- Beat na stranici povijesti Eurovizije  Arhivirana inačica izvorne stranice od 8. listopada 2012. (Wayback Machine)